# Kungliga slott i Sverige
De kungliga slotten i Sverige brukar avse de elva slott i svenska statens ägo som sedan början av 1800-talet innefattas av den kungliga dispositionsrätten. Därutöver associeras flera slott med det svenska kungahuset, då de disponerats under andra former av den svenske monarken eller övriga kungafamiljen i nutid eller historiskt.

## Slott medkunglig dispositionsrätt
Den kungliga dispositionsrätten administreras av Ståthållarämbetet men Statens Fastighetsverk sköter förvaltningen. Rosendals slott förvaltas dock av Kungliga Djurgårdens förvaltning. Samtliga slott ligger i Mälardalen/Stockholmsregionen.
| Illustrationer | Slott                  | Byggår    | Arkitekt                                   | Stil          | Plats                     | Övrigt                                |
| -------------- | ---------------------- | --------- | ------------------------------------------ | ------------- | ------------------------- | ------------------------------------- |
|                | Drottningholms slott   | 1662–1699 | Nicodemus Tessin d.ä.                      | Barock        | Lovön, Uppland            | Kungaparets bostad sedan 1981.        |
|                | Gripsholms slott       | 1537–1545 |                                            | Renässans     | Mariefred, Södermanland   |                                       |
|                | Gustav III:s paviljong | 1787–1792 | Olof Tempelman                             | Gustaviansk   | Hagaparken, Stockholm     |                                       |
|                | Haga slott             | 1802–1805 | Carl Christoffer Gjörwell d.y.             |               | Hagaparken, Stockholm     | Kronprinsessparets bostad sedan 2010. |
|                | Kina slott             | 1763–1769 | Carl Fredrik Adelcrantz                    | Kinesiserande | Lovön, Uppland            |                                       |
|                | Stockholms slott       | 1697–1754 | Nicodemus Tessin d.y.                      | Barock        | Gamla stan, Stockholm     |                                       |
|                | Rosendals slott        | 1823–1827 | Fredrik Blom                               | Empire        | Djurgården, Stockholm     |                                       |
|                | Rosersbergs slott      | 1634–1638 | Nicodemus Tessin d.y.                      | Barock        | Rosersberg, Uppland       |                                       |
|                | Strömsholms slott      | 1669      | Nicodemus Tessin d.ä.                      | Barock        | Strömsholm, Västmanland   |                                       |
|                | Tullgarns slott        | 1719–1727 | Joseph Gabriel Destain                     |               | Hölö socken, Södermanland |                                       |
|                | Ulriksdals slott       | 1643–1645 | Hans Jacob Kristler, Nicodemus Tessin d.ä. |               | Ulriksdal, Uppland        |                                       |

## Andra kungliga slott och villor
Många slott och villor har ägts eller disponerats av det svenska kungahuset genom tiderna. Under modern tid (från 1900-talet) brukar bland annat följande bostäder associeras med kungahuset.
- Arvfurstens palats; i kunglig disposition till 1906
- Byströms villa; i kunglig ägo till 1928
- Hovstallet; kunglig dispositionsrätt
- Oakhill; i kunglig ägo till 1926
- Solliden; i kunglig ägo
- Stenhammars slott; i kungligt arrende
- Sofiero slott; i kunglig ägo till 1973
- Villa Beylon; kunglig dispositionsrätt
- Villa Parkudden; kunglig dispositionsrätt
- Villa Solbacken; i kunglig ägo sedan 1949
- Waldemarsudde; i kunglig ägo till 1947

### Bilder, kungliga slott och villor (urval)

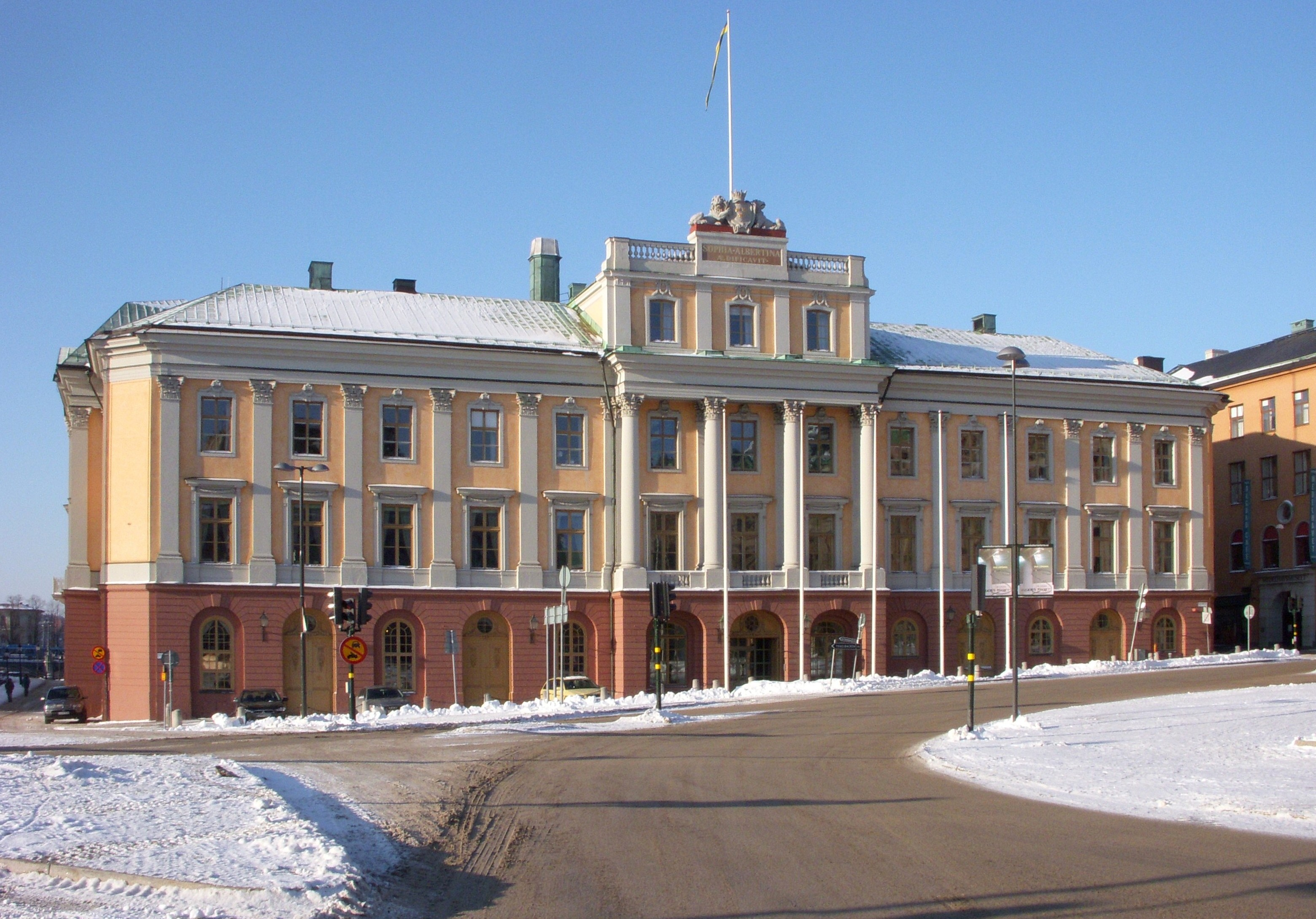
Arvfurstens palats
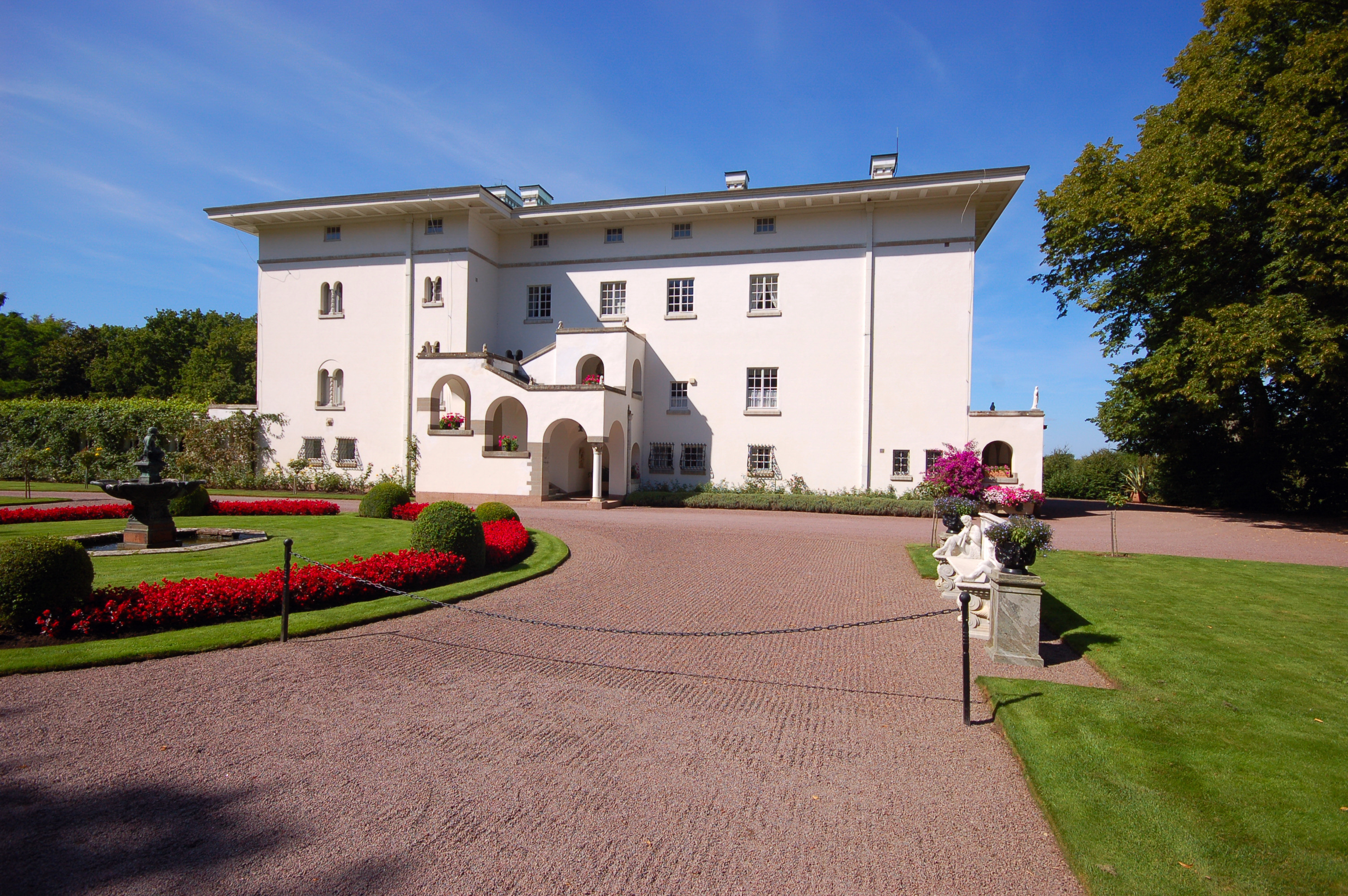
Solliden
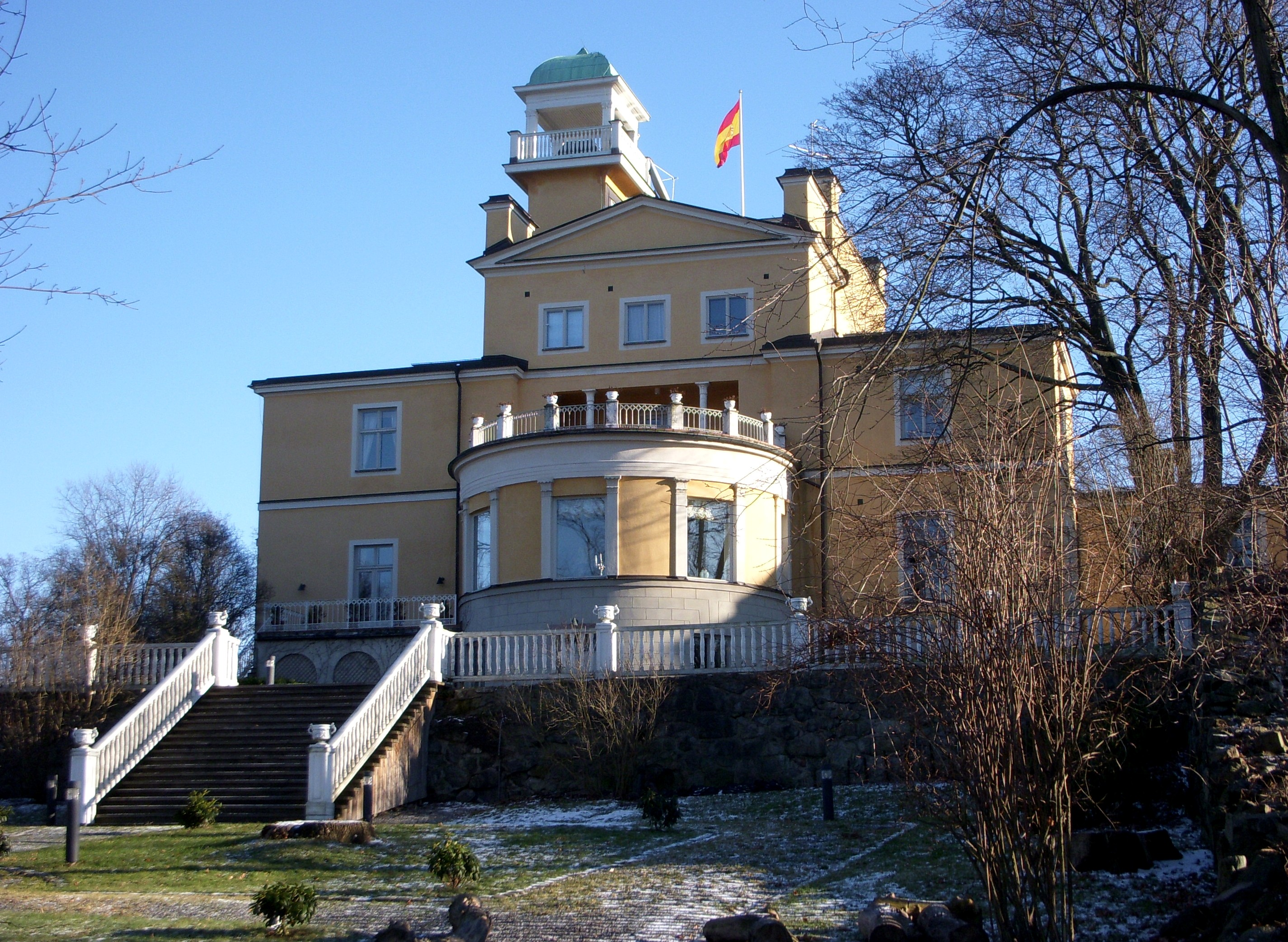
Byströms villa
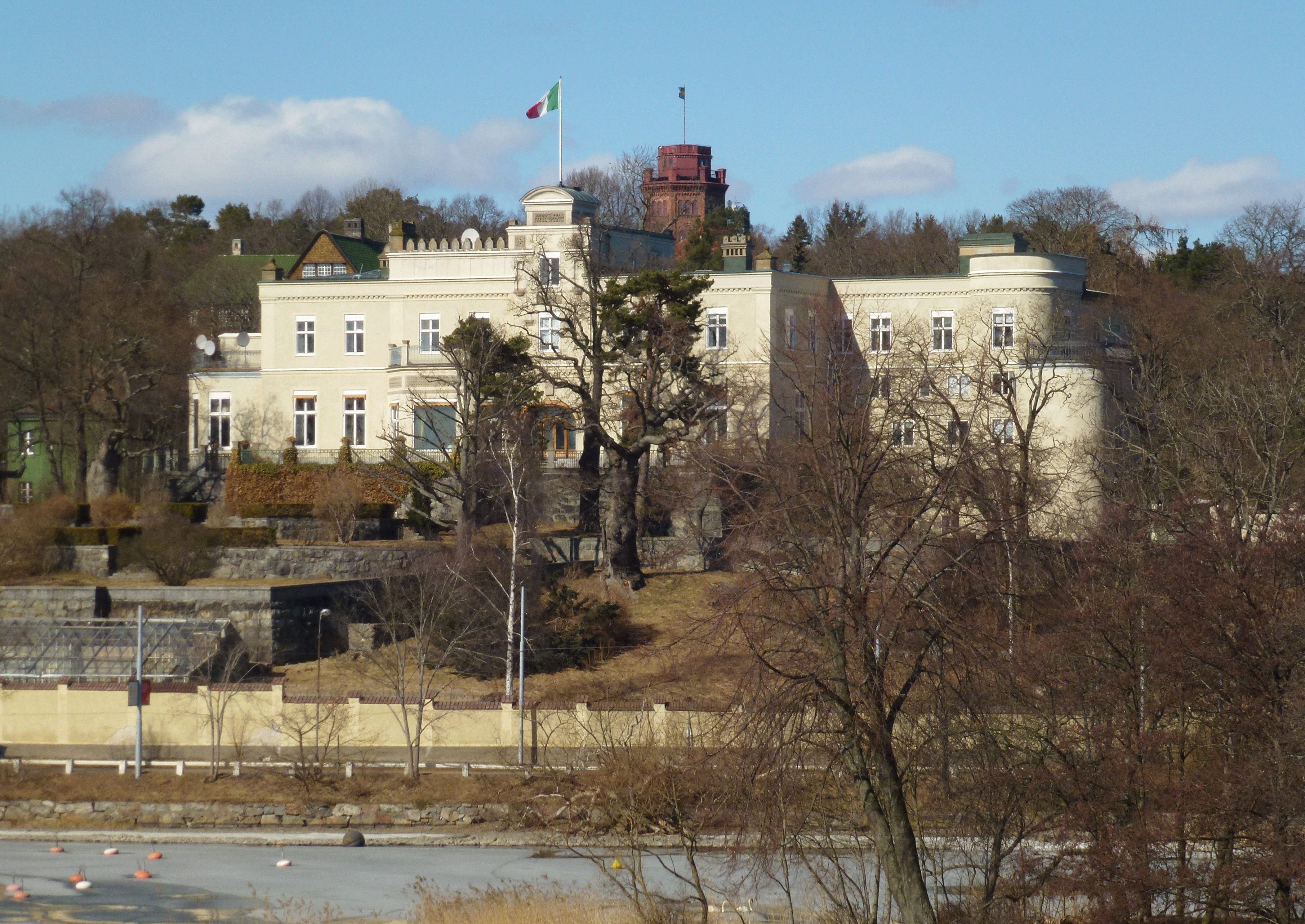
Oakhill
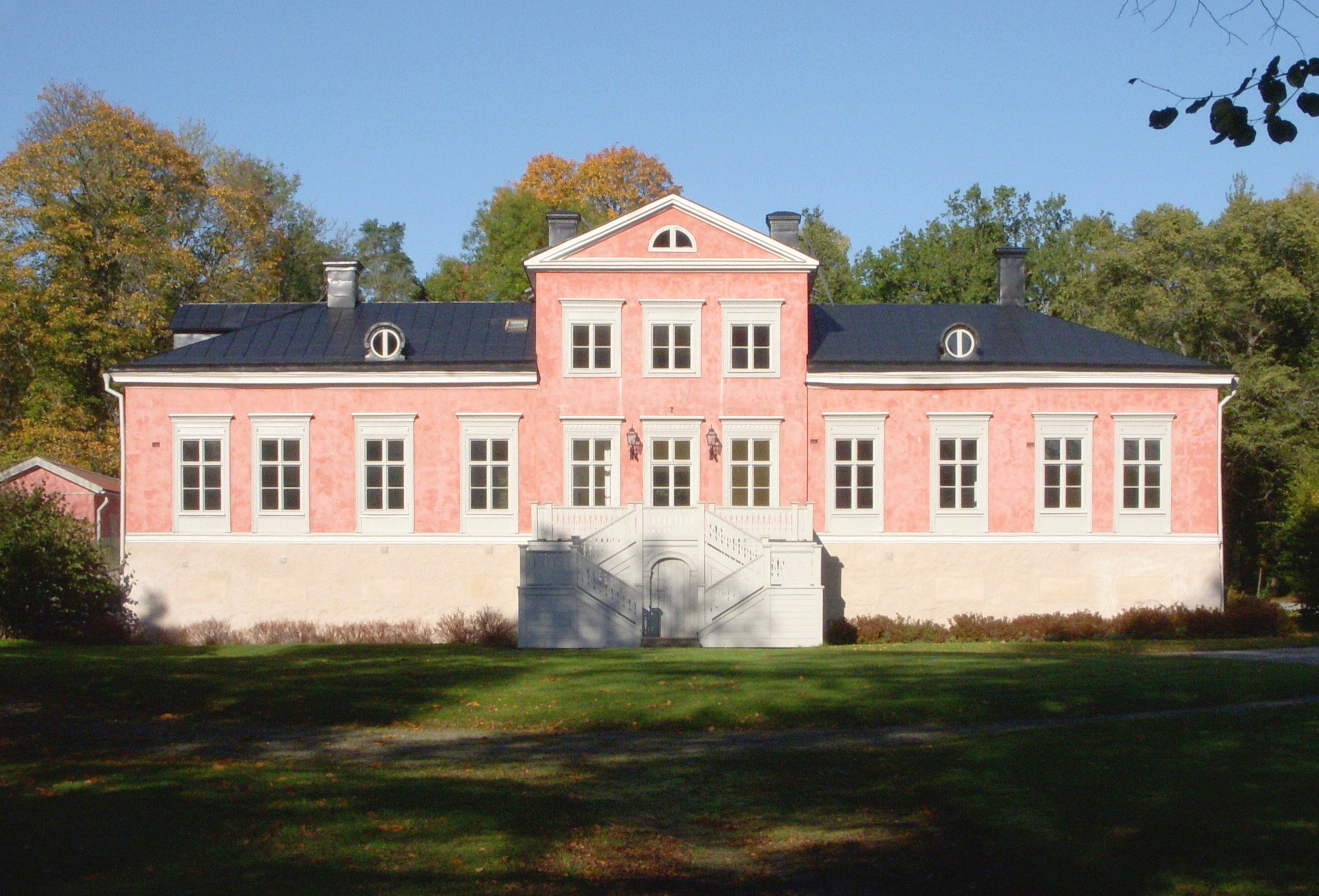
Villa Beylon
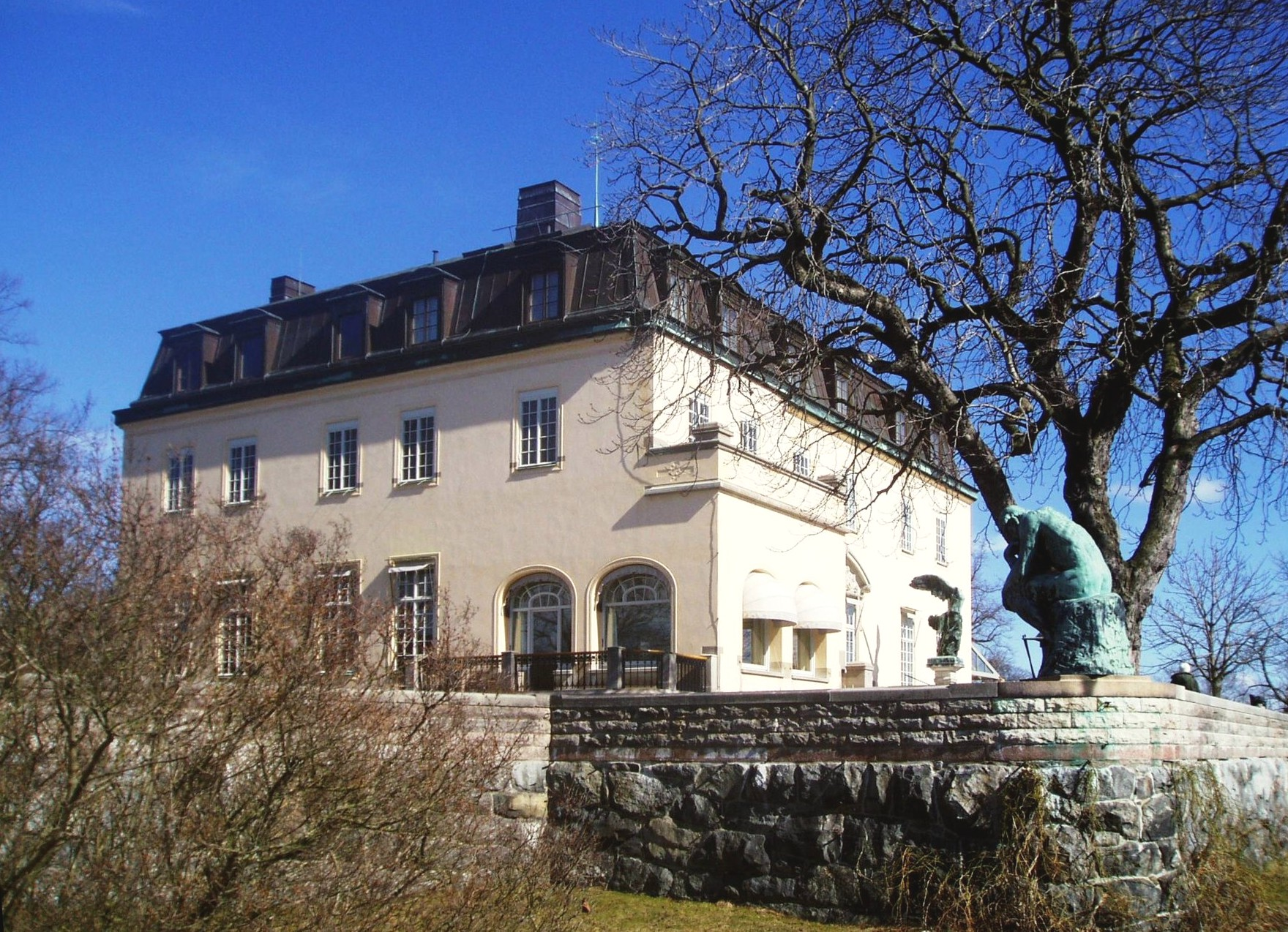
Waldemarsudde